# Сансаль, Буалем
Буалем Сансаль (фр. Boualem Sansal, араб. بوعلام صنصال‎; род. 10 октября 1949, Тениет-эль-Хад, Французский Алжир) — алжирский писатель, пишущий на французском языке. Лауреат многочисленных литературных премий. Кавалер ордена Искусств и литературы (2012).

## Биография
Родился в Тениет-эль-Хад 10 октября 1949 года. Отец, Абделькадер Сансаль, был выходцем из зажиточной семьи в Марокко, откуда бежал в Алжир. Мать, Хаджиджа Беналлуш, имела европейское образование. Буалем окончил Национальную политехническую школу в Алжире с дипломом инженера. Затем защитил степень доктора экономических наук. Работал учителем, консультантом, предпринимателем и старшим государственным служащим в министерстве промышленности Алжира.
Писать начал в пятьдесят лет, после того, как был уволен с государственной службы из-за того, что выступил против насильственной арабизации образования и роста исламизма. Начало творческого пути писателя пришлось на время гражданской войны в Алжире. Несмотря на цензуру и угрозы в свой адрес, Буалем, вместе с женой и двумя дочерьми, по-прежнему живёт на родине в Бумердесе. Писатель последовательно выступает против роста исламского экстремизма в Алжире и за сохранение интеллектуальных и нравственных основ алжирского общества.
С ноября 2024 года находится в тюремном заключении в Алжире по обвинению в угрозе территориальной целостности государства (ранее Сансаль заявил в интервью, что отдельные регионы на западе Алжира в прошлом принадлежали Марокко), в феврале 2025 года объявил голодовку протеста.

## Сочинения
- «Клятва варваров» (фр. Le Serment des barbares, 1999)
- «Безумное дитя полого дерева» (фр. L'Enfant fou de l'arbre creux, 2000)
- «Скажи-ка рай» (фр. Dis-moi le paradis, 2003)
- «Харрага» (фр. Harraga, 2005)
- «Немецкая Деревня, или Дневник братьев Шиллер» (фр. Le Village de l'Allemand ou Le Journal des frères Schiller, 2008)
- «Улица Дарвина» (фр. Rue Darwin, 2011)
- «2084: конец мира» (фр. 2084: la fin du monde, 2015)
- «Поезд на Эрлинген» (фр. Le Train d'Erlingen, 2018)
- Lettre d’amitié, de respect et de mise en garde aux peuples et aux nations de la terre (2021)

## Награды
- Премия Французской Академии наук (2015)
- Золотая медаль французского Возрождения (2014)
- Франкофонная премия[фр.] (2013)
- Премия мира немецких книготорговцев (2011)
- Премия Эдуара Глиссана[фр.]
- Премия Луи Гийу[фр.] (2008)
- Премия Нессима Хабифа[фр.]
- Премия RTL — Lire[фр.] (2008)
- Премия Мишеля Дарда
- Тропическая премия[фр.] (1999)
- Премия за первый роман[фр.] (1999)

В 2012 году за роман «Улица Дарвина» Буалем был удостоен Премии за арабский роман, но не получил награду из-за участия в Иерусалимском международном литературном фестивале. На критику со стороны оппонентов писатель ответил: «Я занимаюсь литературой, а не войной… Литература не еврейская, арабская или американская. Она рассказывает истории, адресованные всем».